# اوزدن
اوزدن (به انگلیسی: Ousden) یک روستا و محله مدنی در بریتانیا است که در St Edmundsbury واقع شده‌است. اوزدن ۲۶۶ نفر جمعیت دارد.